# Щербаков, Павел Фёдорович
Павел Фёдорович Щербаков (1924—1945) — советский военный. Участник Великой Отечественной войны. Герой Советского Союза (1945). Гвардии младший лейтенант.

## Биография
Павел Фёдорович Щербаков родился 27 мая 1924 года в селе Фёдоровка (Фёдоровский район, Костанайская область) Фёдоровского района Кустанайской губернии Киргизской АССР РСФСР СССР (ныне село Костанайской области Казахстана) в семье рабочего. Русский. В конце 20-х годов XX века семья Щербаковых переехала в посёлок Раевский Башкирской АССР (ныне село Альшеевского района Республики Башкортостан). Здесь Фёдор Щербаков в 1941 году окончил семилетнюю школу при железнодорожной станции Раевка. Работал на Раевском мясокомбинате.
В ряды Рабоче-крестьянской Красной Армии П. Ф. Щербаков был призван Альшеевским райвоенкоматом Башкирской АССР в августе 1941 года и направлен в Сорочинск в Южно-Уральское пулемётное училище, где он освоил воинские специальности наводчика артиллерийского орудия и пулемётчика. После окончания училища служил командиром учебного взвода.
В действующей армии старшина П. Ф. Щербаков с 18 августа 1943 года в должности наводчика орудия батареи 76-миллиметровых пушек 25-го гвардейского стрелкового полка 6-й гвардейской стрелковой дивизии 60-й армии Центрального фронта. Боевое крещение принял в боях под Рыльском в ходе Черниговско-Припятской операции. При прорыве вражеской обороны на реке Сейм и в последующих боях в период с 26 августа по 3 сентября 1943 года орудие, наводчиком которого был гвардии старшина Щербаков, находилось в передовых частях наступающей пехоты. Огнём орудия с прямой наводки было уничтожено 2 бронеавтомобиля, 4 станковых пулемёта и до 25 солдат и офицеров противника.
В ходе наступления в начале сентября 1943 года 6-я гвардейская стрелковая дивизия была переподчинена 13-й армии и передана в состав Воронежского (с 20 октября 1943 года — 1-го Украинского) фронта. Павел Фёдорович участвовал в Киевской наступательной и Киевской оборонительной операциях, заняв к началу ноября 1943 года должность командира орудия. В зимней кампании 1943—1944 годов гвардии старшина П. Ф. Щербаков участвовал в освобождении Правобережной Украины (Житомирско-Бердичевская и Ровно-Луцкая операции). В бою за село Торговица Млиновского района Ровенской области Украины орудие старшины Щербакова огнём с прямой наводки уничтожило 3 станковых пулемёта, 1 противотанковое орудие и до 70 военнослужащих вермахта. Когда артиллеристам не удалось подавить одну огневую точку противника, старшина Щербаков подполз к вражеской позиции и забросал её гранатами, уничтожив пулемёт вместе с расчётом.
Член ВКП(б) с февраля 1944 года, гвардии старшина П. Ф. Щербаков к лету был переведён на должность комсорга 2-го стрелкового батальона 25-го гвардейского стрелкового полка. В этой должности он участвовал в Львовско-Сандомирской операции, в ходе которой быстро завоевал авторитет среди солдат подразделения, продемонстрировал высокие организаторские способности и личное мужество. В августе 1944 года Павел Фёдорович был направлен на курсы младших лейтенантов. На фронт он вернулся в начале января 1945 года и принял участие в Висло-Одерской операции.
В период наступления с Сандомирского плацдарма с 12 по 27 января 1945 года комсорг 2-го стрелкового батальона гвардии младший лейтенант П. Ф. Щербаков постоянно находился в передовых частях наступающей пехоты и личным примером воодушевлял бойцов на выполнение поставленных боевых задач, неоднократно поднимал бойцов в атаку и решал исход боя в рукопашных схватках. В бою у деревни Скшельчице и у переправы через реку Чарна-Нида батальон уничтожил свыше 119 солдат и офицеров противника, 11 бронетранспортёров, 9 огневых точек. Лично младший лейтенант Щербаков уничтожил 15 немецких солдат и ещё 6 военнослужащих взял в плен. При форсировании реки Одер в районе города Штейнау (ныне город Сцинава Польской Республики) 27 января 1945 года под ураганным огнём противника гвардии младший лейтенант Щербаков одним из первых преодолел водную преграду. В боях за плацдарм при отражении контратаки противника в рукопашной схватке он уничтожил 7 немецких солдат и ещё троих взял в плен.
Указом Президиума Верховного Совета СССР от 10 апреля 1945 года за образцовое выполнение заданий командования на фронте борьбы с немецкими захватчиками и проявленные при этом отвагу и геройство гвардии младшему лейтенанту Щербакову Павлу Фёдоровичу было присвоено звание Героя Советского Союза.
Гвардии младший лейтенант П. Ф. Щербаков погиб от разрыва фаустпатрона 7 марта 1945 года в бою за деревню Трибель гау Нижняя Силезия Великогерманской империи (ныне посёлок Тшебель Жарского повята Любуского воеводства Польской Республики). Похоронен в польском городе Жары.

## Награды
- Медаль «Золотая Звезда» (10.04.1945);
- орден Ленина (10.04.1945);
- орден Отечественной войны 1 степени (09.04.1944);
- два ордена Красной Звезды (07.09.1943; 28.08.1944);
- медаль «За отвагу» (28.11.1943).

## Память
- Мемориальная доска в честь Героя Советского Союза П. Ф. Щербакова установлена на фасаде МБОУ Средняя общеобразовательная школа № 4 в селе Раевский Республики Башкортостан.
- Имя Героя Советского Союза П. Ф. Щербакова увековечено на мемориале павшим односельчанам в селе Раевский Республики Башкортостан.
- Именем Героя Советского Союза П. Ф. Щербакова названы улицы в городах Стерлитамак и Клин, в селе Раевский.
- Мемориальная доска герою установлена на мемориальном комплексе славы в городе Златоуст Челябинской области.

Мемориальная доска в городе Златоуст Челябинской области

## Примечание
1. ↑  По другим данным Клинским райвоенкоматом Московской области (источник Управление по делам Культуры и искусства Администрации Клинского муниципального района МУК «Централизованная библиотечная система»). Дата обращения: 5 июня 2012. Архивировано из оригинала 4 марта 2016 года.

## Документы
- Общедоступный электронный банк документов «Подвиг Народа в Великой Отечественной войне 1941—1945 гг.» Дата обращения: 5 июня 2012. Архивировано из оригинала 5 июня 2012 года.

Представление к званию Героя Советского Союза. Дата обращения: 5 июня 2012. Архивировано из оригинала 10 октября 2016 года.
Указ Президиума Верховного Совета СССР о присвоении звания Герой Советского Союза. Дата обращения: 5 июня 2012. Архивировано из оригинала 4 марта 2016 года.
Комплект наградных документов к ордену Отечественной войны 1 степени. Дата обращения: 5 июня 2012. Архивировано из оригинала 10 октября 2016 года.
Комплект наградных документов к ордену Красной Звезды (награждён приказом от 07.09.1943). Дата обращения: 5 июня 2012. Архивировано из оригинала 4 марта 2016 года.
Комплект наградных документов к ордену Красной Звезды (награждён приказом от 28.08.1944). Дата обращения: 5 июня 2012. Архивировано из оригинала 4 марта 2016 года.
Приказ о награждении медалью «За отвагу». Дата обращения: 5 июня 2012. Архивировано из оригинала 4 марта 2016 года.
- Обобщённый банк данных «Мемориал». Дата обращения: 5 июня 2012. Архивировано из оригинала 3 июня 2012 года.

ЦАМО, ф. 33, оп. 11458, д. 824. Дата обращения: 5 июня 2012. Архивировано из оригинала 4 марта 2016 года.
ЦАМО, ф. 33, оп. 11458, д. 652. Дата обращения: 5 июня 2012. Архивировано из оригинала 4 марта 2016 года.